# Aminal

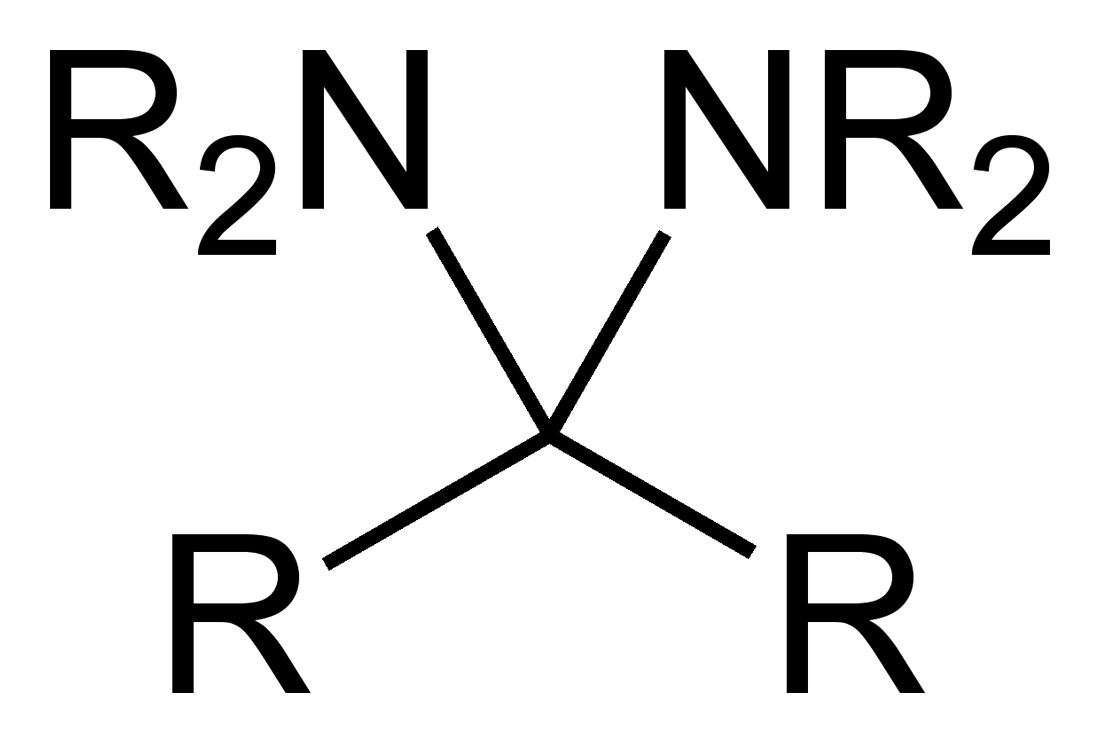
Obecný strukturní vzorec aminalu

Aminaly jsou organické sloučeniny, které mají dvě aminové skupiny navázané na stejný uhlíkový atom; jejich obecný vzorec je -C(NR2)(NR2)-, kde R může být atom vodíku nebo uhlovodíková funkční skupina. Poloaminaly jsou meziprodukty při tvorbě iminů z aminů a karbonylových sloučenin.
Aminalové a poloaminalové skupiny jsou analogy acetalů a poloacetalů, což jsou podobné sloučeniny, které mají místo dusíkových kyslíkové atomy. Aminaly vznikají například jako meziprodukty při Fischerově syntéze indolů. Byly popsány cyklické aminaly, vzniklé obvykle reakcí diaminu s aldehydem.
Příkladem aminalu (který ovšem není odvozen od diaminu) může být hexamethylentetramin vznikající reakcí amoniaku s formaldehydem.

## Ethery poloaminalů

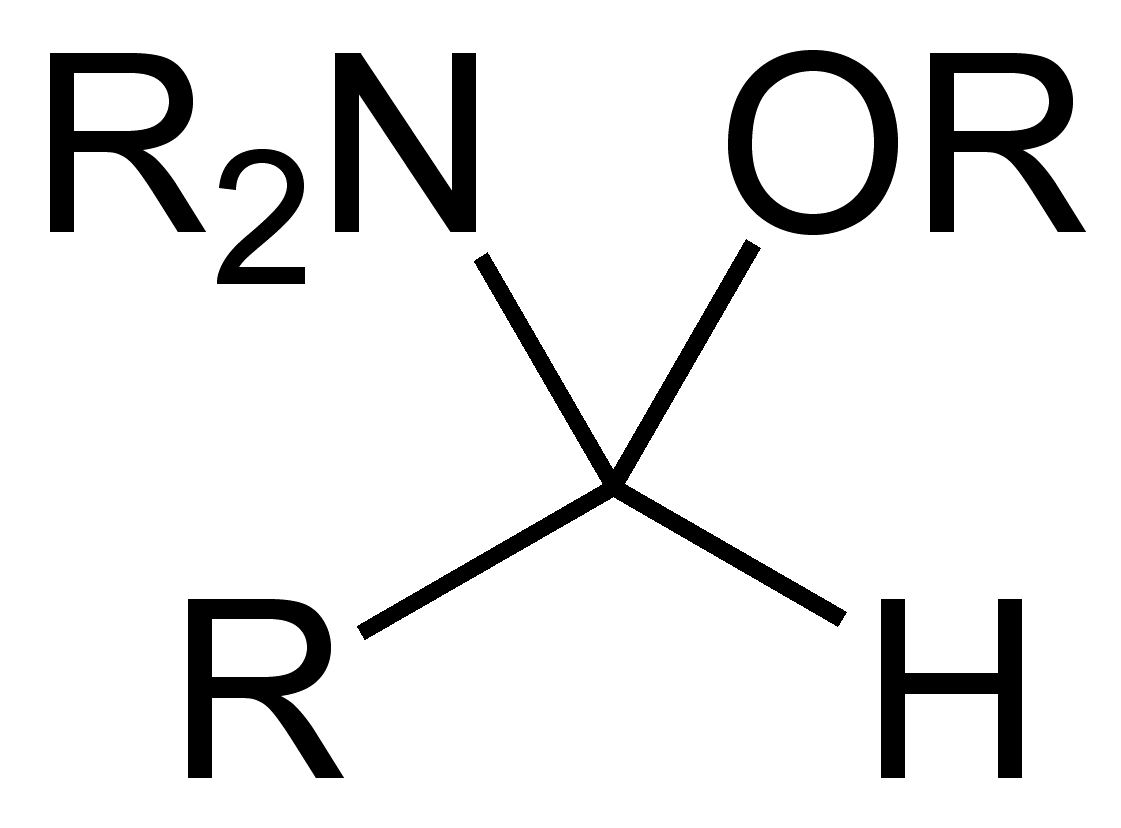
Ether poloaminalu odvozený z aldehydu

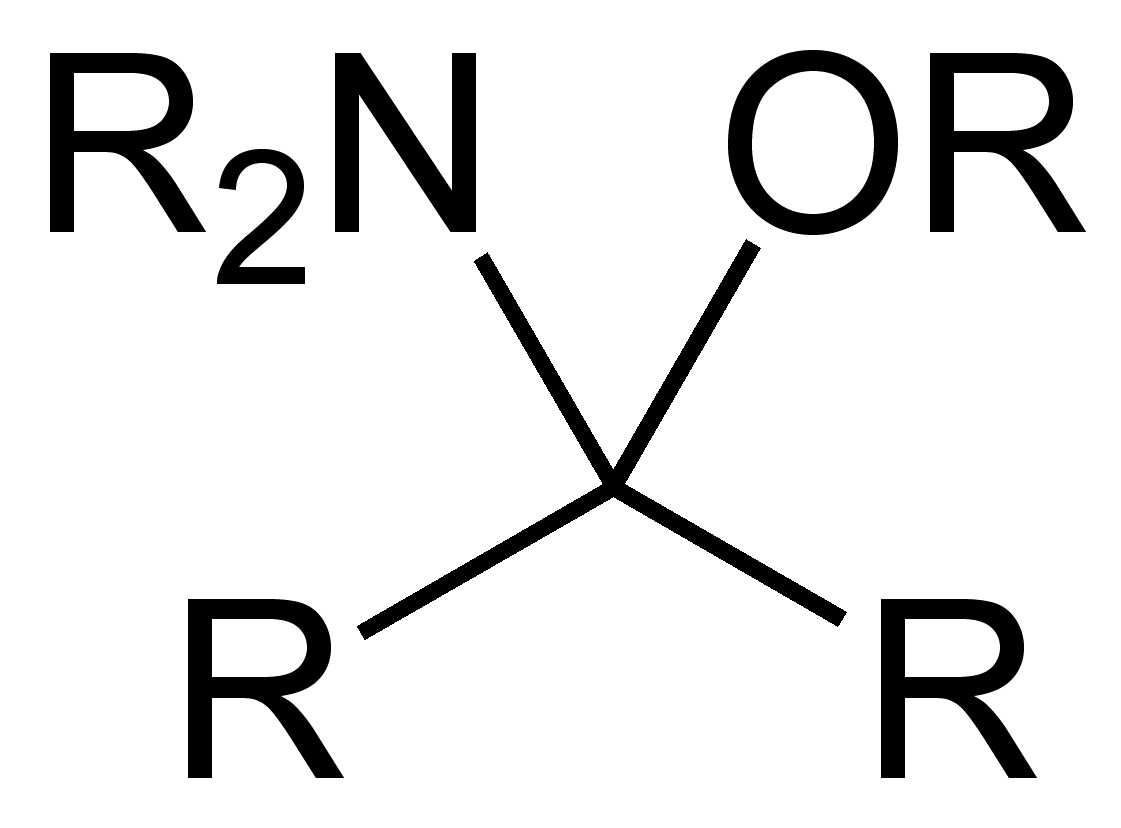
Ether poloaminalu odvozený z ketonu

Ethery poloaminalů se často také řadí mezi aminaly, i když to Mezinárodní unie pro čistou a užitou chemii (IUPAC) nedoporučuje.
Obecná struktura těchto látek je R‴-C(NR′2)(OR″)-R⁗. Mezi (cyklické) ethery poloaminalů patří například glykosylaminy.